# Partir…
Pour les articles homonymes, voir Partir.
Partir… est un livre écrit par Roland Dorgelès en 1926, et dédié à Pierre Mac Orlan.
L'écrivain s'est encore une fois inspiré de son voyage en Indochine (de décembre 1923 à avril 1924) pour composer cet ouvrage qui était sous-titré "roman".
Le livre relate la traversée de Marseille à Saïgon sur un paquebot des Messageries maritimes. Le narrateur décrit la vie du bord ainsi que les paysages croisés au fil des escales (Port-Saïd, Djibouti, Ceylan, Penang, Singapour entre autres). Son attention se concentre au fur et à mesure sur un jeune homme, Jacques Largy ; embarqué avec sa jeune maîtresse Manon, celui-ci fuit en réalité un meurtre qu'il a commis en France. Ne pouvant se résoudre à quitter Manon en débarquant à une escale d'où il aurait encore pu s'enfuir, Jacques finit par se faire arrêter à Singapour et se suicide en se jetant à la mer.

## Table des matières
- L'ancre est levée
- Une jeune fille
- Mes amis de Chine
- À Port-Saïd
- Manon et Werther
- En mer Rouge
- Blonde et brune ou la journée de Djibouti
- Sur la route des Indes
- Une fête à bord
- Au paradis terrestre
- Fuira-t-il ?
- Dans la gueule du loup
- L'offrande dans la nuit
- La fin du voyage

## Le filmPartir
Sur la volonté de Roland Dorgelès, qui souhaitait faire connaître l’œuvre française en Extrême-Orient, le livre a été adapté au cinéma par Maurice Tourneur en 1931. Il s'agit d'un film « parlé », réalisé chez Pathé-Nathan. La distribution comprenait Simone Cerdan (Manon), Ginette d'Yd (Odette Nicolaï), Jean Marchat (Largy), Lugné-Poe (le courtier Garrot).

## Rééditions
- Partir…, Albin Michel, 1930.
- Partir…, Albin Michel, 1946.
- Partir…, Albin Michel, 1948.
- Partir…, Le Livre de poche, 1966.